# Taques de Fordyce

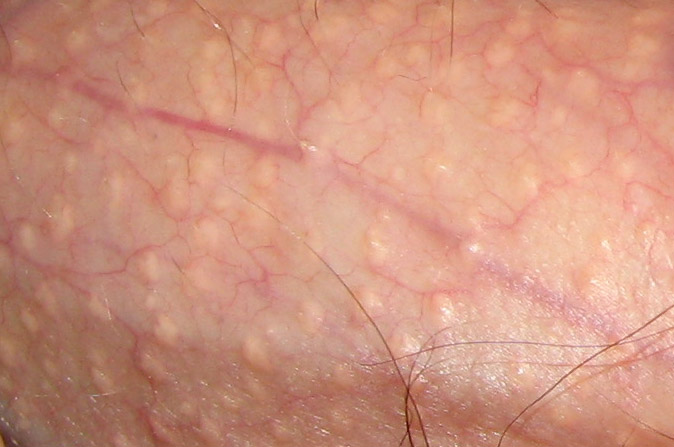
Grans de Fordyce.

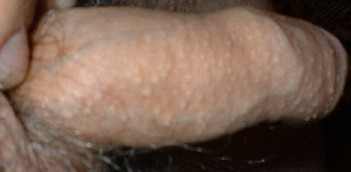
Grans de Fordyce en un penis.

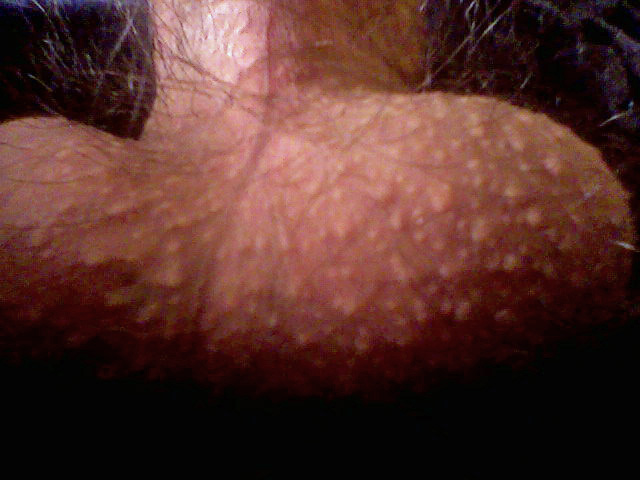
Grans de Fordyce en l'escrot

Les  taques de Fordyce  (més conegudes pel seu nom descriptiu  grans de Fordyce ) són grans diminuts, indolors i en relleu de color blanc, groc o crema, de mides d'1 a 3 mm de diàmetre, que poden aparèixer en el tronc del penis, a l'escrot, a la vulva, a la comissura dels llavis facials, dins de la boca o en la cresta coronal del penis, aquestes últimes anomenades pàpules perlades. Són comunes en homes i dones de totes les edats. Aquests paquets blanquinosos són anomenats taques de Fordyce en honor del dermatòleg nord-americà John Addison Fordyce, qui va ser la primera persona a investigar-les. El nom de taques li va ser incorrectament donat en espanyol en traduir erròniament el terme en anglès " Fordyce's spot ", atès que "spot" pot significar taca, gra o barb depenent del context.
Els grans de Fordyce són una forma de glàndules sebàcies ectòpiques. No són malignes i no són infeccioses, molts joves van al metge preocupats per la possibilitat d'haver contret alguna malaltia o infeccions de transmissió sexual, però els grans de Fordyce no tenen cap relació ni afecten les activitats sexuals, tenint només una repercussió estètica.

## Histopatologia
Els lòbuls de les glàndules sebàcies localitzats superficialment es reuneixen al voltant o adjacents als conductes excretoris. Aquests últims contenen deixalles sebacis i queratinosos. Les glàndules heterotòpiques estan ben formades i pel que sembla són funcionals. Les cèl·lules individuals mostren un citoplasma granular relativament clar amb nuclis de naturalesa alguna cosa picnòtica. Excepte per la relació de les glàndules sebàcies amb els borrissols de la pell, les glàndules bucals i les cutànies són pràcticament idèntiques.

## Tractament
Encara que el tractament no és imprescindible, la persona pot optar per aplicar el gel o crema de tretinoïna a les zones afectades cada dia. Això pot revertir els grans amb el temps i evitar que s'agreugin. Per obtenir els millors resultats amb la tretinoïna es pot utilitzar juntament amb agents alfahidroxiàcids que s'utilitzen normalment per tractar l'Acne. L'oli de jojoba, Tocoferol i Argania extracte també han estat relacionats amb l'èxit del tractament dels grans de Fordyce.
Tractaments amb vaporitzadors com el làser de CO2 [7] o la Electro-dessecació s'han utilitzat amb cert èxit en la disminució de l'aparició d'aquesta condició si són de preocupació estètica. No obstant això, la majoria dels metges consideren que aquest és un fenomen fisiològic normal i desaconsellen el tractament.
De vegades el metge pot prescriure les exfoliacions químiques amb TCA, encara que tan aviat com s'interromp el tractament la condició de Fordyce tornarà. Diatermia o congelació amb nitrogen líquid de vegades també poden ser utilitzats per remoure temporalment la condició.